# 8 thermidor
8 messidor 8 fructidor
L'octidi 8 thermidor, officiellement dénommé jour du carthame, est le 308e jour de l'année du calendrier républicain.
C'était généralement le 26e jour du mois de juillet dans le calendrier grégorien.

## Événements
Le 8 thermidor an II (26 juillet 1794) marque un tournant décisif de la Révolution française. Ce jour-là, Maximilien Robespierre, figure centrale du gouvernement révolutionnaire et de la Terreur, prononce un discours devant la Convention, dénonçant des ennemis sans les nommer. Ce flou suscite l'inquiétude et précipite un complot contre lui. Le lendemain, Robespierre est arrêté, puis exécuté le 10 thermidor avec ses proches alliés.
Cet événement met fin à la Terreur et ouvre une nouvelle phase plus modérée de la Révolution, connue sous le nom de Convention thermidorienne.

## Décès
- Élisabeth Thérèse CONSOLIN[2], religieuse ursulines de Sisteron, béatifiée par Pie XI en 1925, condamnée pour « n’avoir pas prêté le serment de liberté-égalité. » Elle est guillotinée le 8 thermidor an II (26 juillet 1794).